# Ferrari 599 GTB Fiorano
De Ferrari 599 GTB Fiorano (interne code F139) is de opvolger van de 575M en is inmiddels opgevolgd door de Ferrari F12. De 599 maakte zijn debuut op de Genève Motor Show op 28 februari 2006. Het ontwerpen lag in handen van Pininfarina onder toezicht van de Ferrari stylist, Frank Stephenson. Zijn naam komt voort uit de totale motorinhoud (5999 cc), Gran Turismo Berlinetta eigenschappen en het Fiorano test circuit van Ferrari.

## Motor
De motor (V12) van de 599 GTB fiorano komt oorspronkelijk uit de Enzo en produceert 620pk bij 7600 tpm. Zijn 607 Nm koppel is ook ongeëvenaard door enige andere Ferrari GT. De meeste aanpassingen die aan de motor gedaan moesten worden was het inperken van de hoogte. Omdat de motor in de Enzo in het midden zit is er meer ruimte dan in de 599 waar de motor aan de voorkant geplaatst is. Ferrari claimt een topsnelheid van 330 km/h en een 0-100km/h tijd van 3,7 seconden.

## Technische details
Er is keuze uit twee verschillende versnellingsbakken in de 599, een zesversnellingen handmatige bak of een zesversnellingen semiautomatische bak genaamd F1 Superfast. De auto is niet uitgerust met het e-diff dat te vinden is in de F430 maar wel met de magnetische dempers die de auto volgens enkele journalisten comfortabel maar toch goed in de bochten maakt.
De 599 beschikt als eerste Ferrari over het nieuwe tractie systeem genaamd F1-Trac. Ferrari claimt dat met dit systeem, mede ontwikkeld door Michael Schumacher, iedereen een ronde kan rijden op het Fiorano circuit die slechts een seconde langzamer is dan Michael.

## Trivia
- De 599 is de eerste Ferrari met een iPod houder als standaard
- National Geographic Channel maakte in 2006 een documentaire over de productie van de 599
- Een Engels blad beweert een 0-100 tijd van 3.2 te hebben gehaald in de 599

## Prestaties
- Topsnelheid: 330 km/h
- Acceleratie 0-100 km/h: 3,7 s
- Maximumvermogen: 620 pk
- Verbruik: 21,3 l/100km
- CO2-uitstoot: 490 g/km
- Gewicht: 1765 kg